# Côte d'Opale (ferry)
Pour l’article homonyme, voir Côte d'Opale.
Le Côte d'Opale est un ferry transmanche de la classe Stena E-Flexer qui a été lancé en 2021 afin de remplacer le Calais Seaways datant de 1991. Commandé par Stena RoRo en 2019, il sera affrété par la compagnie maritime danoise DFDS Seaways. Conçu pour accueillir 950 passagers hors restrictions Covid, il effectuera les liaisons transmanche de la ligne Calais - Douvres.

## Historique
Construit en 2019 par le chantier naval de AVIC Weihai Shipyard Co en Chine pour la compagnie maritime Stena AB Group (Stena RoRo) il est affrété par DFDS Seaways pour un contrat de 10 ans avec possibilité de rachat à terme.
Le 25 mai 2020, le navire Côte d'Opale a été mis à flots.
Le 4 août 2021, le navire a été baptisé à Calais et a réalisé son voyage inaugural entre Calais et Douvres,.

## Caractéristiques techniques
Le ferry est alimenté en LSFO (Low Sulfur Fuel Oil), un propulseur d'étrave supplémentaire a été installé par rapport  ses sister-ship de la classe Stena E-Flexer, avec pour objectif d’améliorer les délais d’exécution et la manœuvrabilité requise sur la liaison transmanche intensive.

## Restauration et services
Le navire propose plusieurs types de restauration :
- Light House Café (gastronomie, vins fins au verre, boissons et cocktails, menus pour enfants)
- Seven Seas Restaurant (self-service, repas chauds et froids, menus enfants)
- Road King (chauffeurs de camion seulement, bar lounge et restaurant)

Différents types de loisirs et de distraction accueillent aussi les voyageurs :
- Boutique
- 2 Aires de jeux pour les enfants
- Salle d'arcades
- Bureau de Change (fermé)
- Sun Deck (terrasse et espace de détente extérieur)

## Navires jumeaux
- MS Stena Edda
- MS Stena Embla
- MS Stena Estrid
- MS Galicia
- MS Salamanca
- MS Santona